# Сальгадо, Хосе Луис
Хосе Луис Сальгадо Гомес (исп. José Luis Salgado Gómez; родился 3 апреля 1966 года в Мехико, Мексика) — мексиканский футболист, защитник. Известен по выступлениям за «Эстудиантес Текос», «УНАМ Пумас», «Америку» и сборную Мексики. Участник чемпионата мира 1994 года.

## Клубная карьера
Луис начал карьеру в клубе УНАМ Пумас. В 1985 году он дебютировал за команду в мексиканской Примере. За «пум» Сальгадо отыграл пять сезонов и получил приглашение в национальную команду. В 1990 году он перешёл в «Эстудиантес Текос», но быстро сменил его на «Монтеррей», где тоже не задержался. В 1992 году Сальгадо вернулся в «Текос» и помог клубу выиграть чемпионат Мексики в сезоне 1993/1994. Своей надежной игрой он привлёк внимание многих клубов. В 1995 году Луис перешёл в столичную «Америку». На протяжении пяти сезонов он был одним из лидеров защиты клуба. В 2000 году он подписал соглашение с «Леоном». В 2002 Сальгадо завершил карьеру в клубе «Монаркас Морелия».

## Международная карьера
17 января 1987 года в матче против сборной Сальвадора Сальгадо дебютировал за сборную Мексики. В 1994 году Луис попал в заявку национальной команды на участие в Чемпионате мира в США. На турнире он был запасным и не сыграл ни минуты.

## Достижения
Командные
 «Эстудиантес Текос»
- Чемпионат Мексики по футболу — 1993/1994